# バルカレス伯爵
バルカレス伯爵（英: Earl of Balcarres）は、イギリスの伯爵位、スコットランド貴族爵位。第2代バルカレスのリンジー卿アレクサンダー・リンジーが1651年に叙爵されたことに始まる。
1848年以降は本家のクロフォード伯爵位を継承したため、二つの伯爵位はその継承権者を同じくする。また、爵位の保持者はリンジー氏族の氏族長を務めている。

## 歴史
リンジー氏族は11世紀にイングランドからスコットランドに移住してきた氏族である。
その子孫は12世紀にクロフォードの封建領主として繁栄したのち、一族のデイヴィッド・リンジー (?-1407) が1398年にクロフォード伯爵に叙されるに至った。また、その歴代当主はスコットランド史の中でも主導的な役割を果たしてきた。
バルカレス伯爵家の祖ジョン・リンジー (?-1598) は本家である伯爵家当主第9代クロフォード伯爵の次男にあたる。
彼はメンミュア卿としてスコットランド民事控訴院裁判官を務めた人物で、ファイフシャーのバルカレスに地所を購入している。
その子のデイヴィッド・リンジー (1587–1642) は1633年にスコットランド貴族の「バルカレスのリンジー卿 (Lord Lindsay of Balcarres)」に叙された。
初代卿の跡はその息子のアレグザンダーが爵位を襲った。
2代卿アレグザンダー (1618–1659) は熱心なカヴェナンターであったが、のちチャールズ1世支持に転じてマーストン・ムーアの戦いに参加した廷臣である。
彼は1651年1月9日にスコットランド貴族として「バルカレス伯爵 (Earl of Balcarres)」を授けられて伯爵家の始祖となった。
チャールズ1世が処刑されクロムウェルが統治を始めると、初代伯は王太子チャールズ王子を追って大陸に移った後にブレダで客死している。初代伯の長男と次男はともに早世していたため、存命の三男チャールズが爵位を継承した。しかし、2代伯チャールズ (1650–1662) も11歳で夭折してしまう。そのため、爵位は末弟コリンが相続した。
3代伯コリン (1652–1722) はジェームズ2世に忠誠を示した人物である。彼は名誉革命後に王位奪還を目論むジェームズ2世の亡命宮廷サン＝ジェルマン＝アン＝レー城に馳せ参じた。ゆえに年金を没収されたが、爵位を剥奪されることはなかった。
アン女王即位後はスコットランドに帰還して赦されている。
その子の4代伯アレグザンダー (1690頃-1736) が子のないまま死去すると、弟ジェイムズがその後を襲った。
5代伯ジェームズ (1691–1768) は軍人として1715年ジャコバイト蜂起下のシェリフミュアの戦いやオーストリア継承戦争中のデッティンゲンの戦いに参戦した。彼ののちはその長男アレグザンダー（6代伯）、その子ジェームズ（7代伯）の順に爵位を継承している。

### クロフォード伯爵位の継承

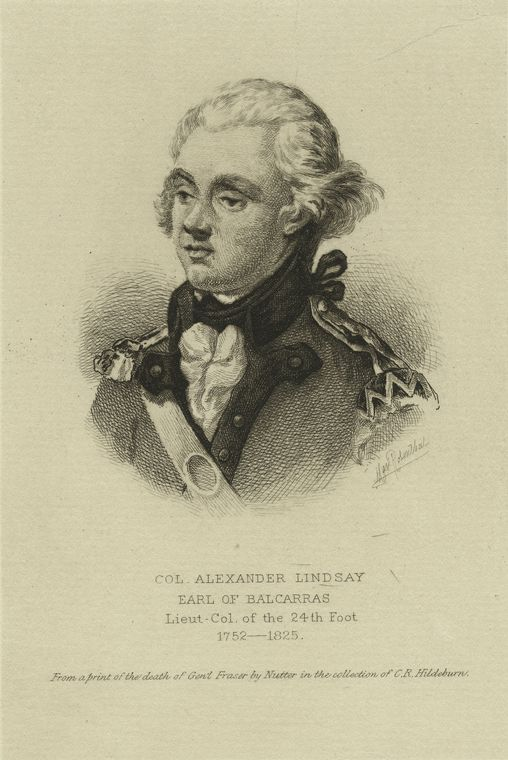
第6代バルカレス伯爵。その死後に第23代クロフォード伯爵と認定された。

本家の当主第22代クロフォード伯爵が1808年に生涯未婚のまま没すると、クロフォード伯爵位を継承していた初代リンジー伯爵（兼17代伯）の男系子孫は途絶えた。
7代伯ジェームズ(1783–1869)はこれに乗じて「クロフォード伯爵 (Earl of Crawford)」の継承を主張した結果、1848年8月11日に貴族院によって承認された。
そのため、これ以降のバルカレス伯爵位とクロフォード伯爵位は継承権者を同じくすることとなった。これに際して6代伯アレグザンダーは遡ってクロフォード伯爵位を継承していたとが認定された。また、7代伯は併せて「モントローズ公爵 (Duke of Montrose)」の回復も求めていたが、こちらの請願は失敗に終わっている。
その7代伯の直系子孫にあたる12代伯ロバート (1927-) が当代のバルカレス伯爵である。また、彼は第29代クロフォード伯爵を兼ねている。

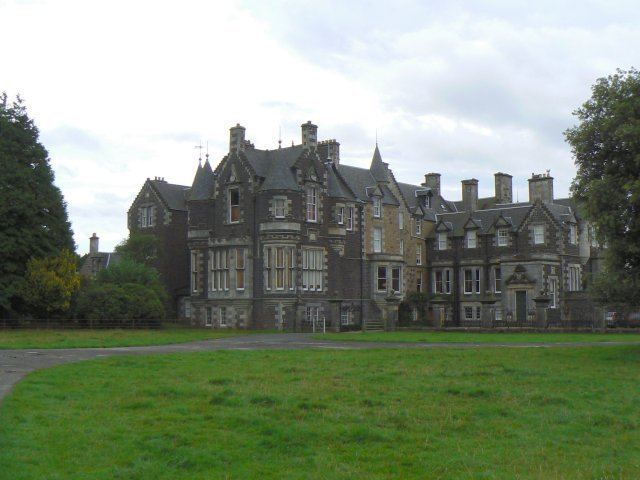
バルカレス・ハウス

一族の邸宅は、ファイフシャー・イースト・ニューク地方の小村コリンズバラにあるバルカレス・ハウス (Balcarres House)。伯爵家の祖メンミュア卿が建てさせたもので.、現在はイギリス指定建造物として保護されている。
爵位にかかるモットーは「仰げば星、神は我が希望にして我が守り (Astra, Castra, Numen, Lumen, Muimen)」。

## 一覧

### バルカレスのリンジー卿（1633年）
- 初代バルカレスのリンジー卿デイヴィッド・リンジー（英語版） (1587–1642)
- 第2代バルカレスのリンジー卿アレクサンダー・リンジー（英語版） (1618–1659)（1651年にバルカレス伯爵位創設）

### バルカレス伯爵（1651年）
- 初代バルカレス伯爵アレグザンダー・リンジー（英語版） (1618–1659) (Anna Mackenzie, Countess of Belcarres)
- 第2代バルカレス伯爵チャールズ・リンジー (1650–1662)
- 第3代バルカレス伯爵コリン・リンジー（英語版） (1652–1722)
- 第4代バルカレス伯爵アレグザンダー・リンジー (d. 1736)
- 第5代バルカレス伯爵ジェームズ・リンジー (1691–1768)
- 第6代バルカレス伯爵アレグザンダー・リンジー (1752–1825)（死後に第23代クロフォード伯爵と追認）
- 第7代バルカレス伯爵（第24代クロフォード伯爵）ジェームズ・リンジー (1783–1869)（1848年に第24代クロフォード伯爵と認定）

これ以降の歴代伯爵は「クロフォード伯爵」を参照。